# Papouse
Cet article possède un paronyme, voir Papoose.

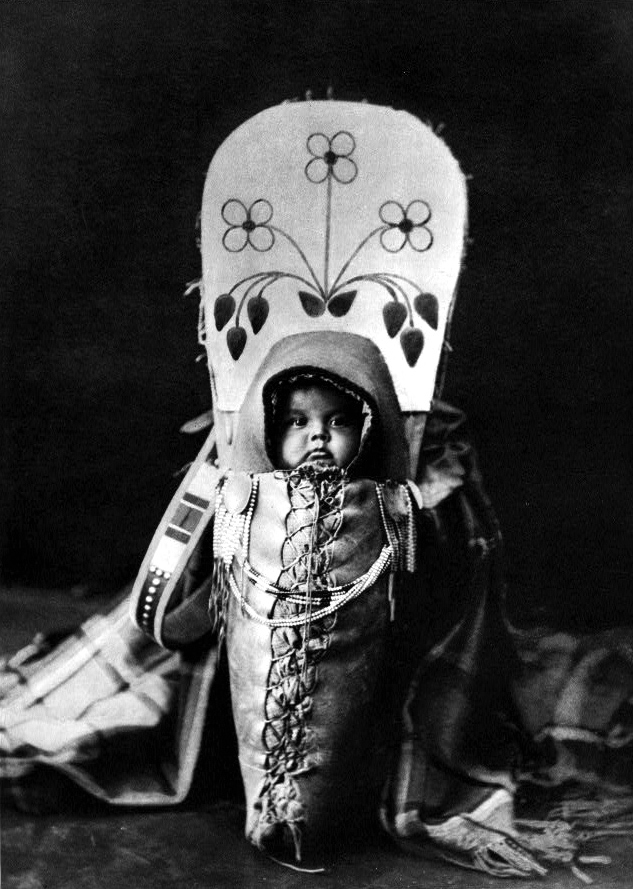
Enfant autochtone américain (1911).

Le terme papouse (de l'algonquien papouse, « enfant ») ou papoose, par calque de l'anglais, est utilisé pour désigner un nourrisson et un petit enfant autochtone américain. Par extension ou par plaisanterie, il est utilisé pour parler d'un enfant non-autochtone.